# Marina Ruy Barbosa
Marina Souza Ruy Barbosa (Rio de Janeiro, 30 de junho de 1995), é uma atriz, empresária e escritora brasileira. Ao longo de sua carreira, Marina ganhou diferentes e diversos prêmios por suas atuações, dentre eles Troféu Imprensa, Prêmio Jovem Brasileiro, Troféu Internet, Prêmio Contigo! de TV, Cariocas do Ano, e diversos outros. Sucesso na publicidade, a atriz é o rosto de grandes marcas, entre elas Eudora, Renault, Pantene, Colcci, Vivara, Valisere, Yves Saint Laurent e Dior.
Começou a atuar ainda criança, e fez seu primeiro trabalho de destaque em 2004 no papel de Aninha na telenovela Começar de Novo.
Posteriormente, fez dos testes e foi escalada para interpretar Sabina na novela Belíssima, ambas produzidas e transmitidas pela TV Globo. Ruy Barbosa tem extensa carreira na emissora, já tendo atuado em telenovelas como Escrito nas Estrelas, Morde & Assopra, Amor Eterno Amor, Amor à Vida, Império, Deus Salve o Rei, entre várias outras. Sua estreia como protagonista em telenovelas foi em 2015 na trama das sete Totalmente Demais. Atuou também na série Amorteamo, interpretando sua primeira vilã, e na minissérie Justiça. Marina estreou no cinema em 2004 no filme Xuxa e o Tesouro da Cidade Perdida, voltando a atuar nas telonas apenas em 2018 com os longas-metragens Sequestro Relâmpago e Todas as Canções de Amor.

## Biografia

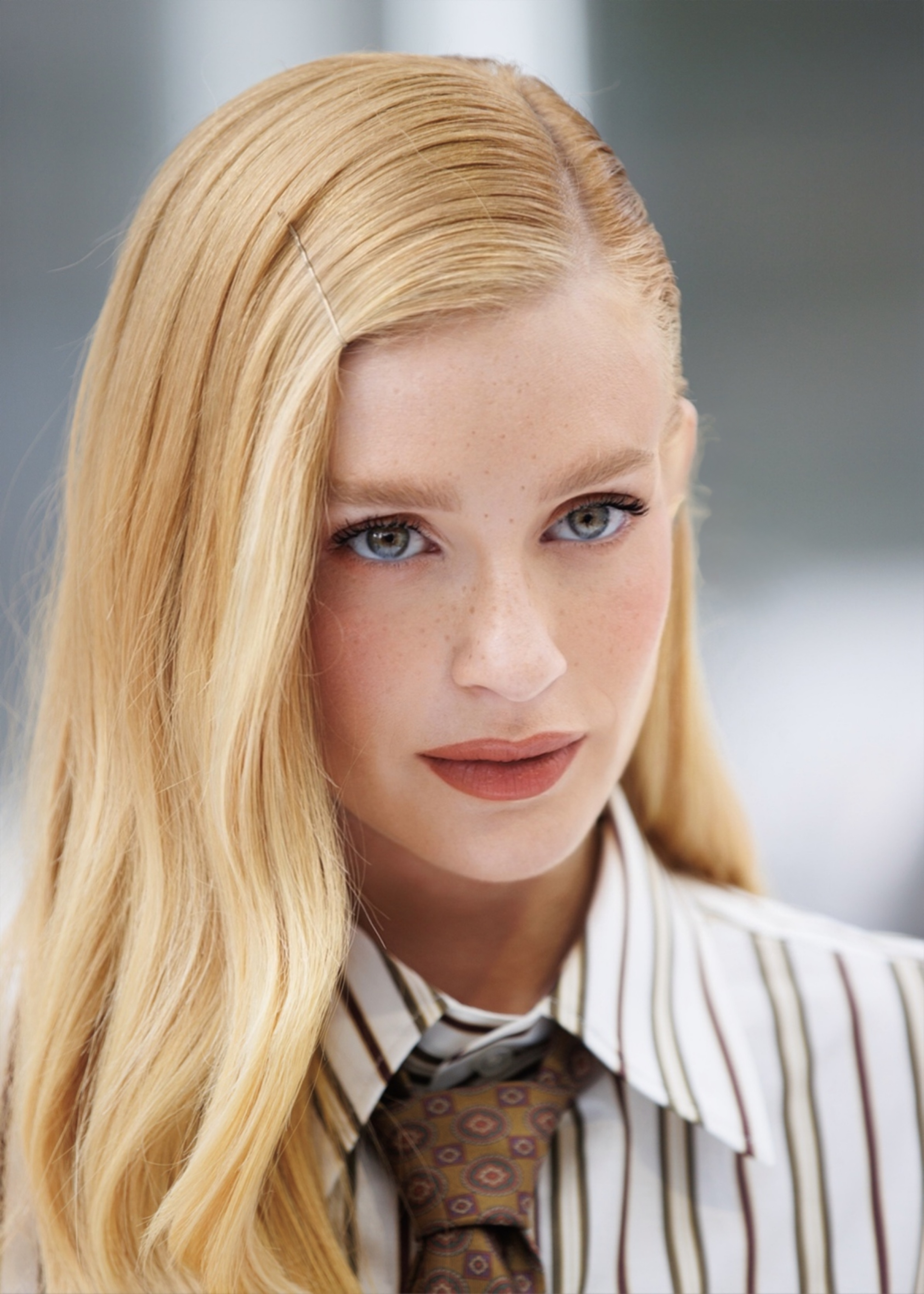
Marina Ruy Barbosa

Marina Souza Ruy Barbosa nasceu e cresceu na Gávea, bairro da zona sul carioca, em 30 de junho de 1995. Marina é tetraneta do jurista, diplomata e político Ruy Barbosa (Águia de Haia). A atriz é descendente de italianos da Calábria e, em 2022, adquiriu a nacionalidade italiana.

## Carreira

### Primeiros anos e início da carreira
Marina fez seu primeiro trabalho significativo no filme Xuxa e o Tesouro da Cidade Perdida, no qual fez a personagem Mylla, menina princesa de uma tribo de vikings, que viviam em uma cidade perdida dentro de uma floresta. Antes de começar a gravar o filme, Marina teve várias aulas de sueco, já que todas as suas falas no filme eram nesse idioma. Em seguida, Marina fez testes para a telenovela brasileira Começar de Novo, onde interpretou a personagem Ana, o anjo da guarda protetor de Miguel (Marcos Paulo), o protagonista. Aninha era uma personagem misteriosa, que guardava segredos importantes da trama, e tinha a origem desconhecida. A personagem possuía poderes paranormais, e com uma forte carga de espiritualidade, recebia mensagens do céu, que a orientavam na sua missão na terra. Como a personagem Ana não falava, Marina teve o desafio adicional de ter que se comunicar principalmente através do olhar e expressões faciais.

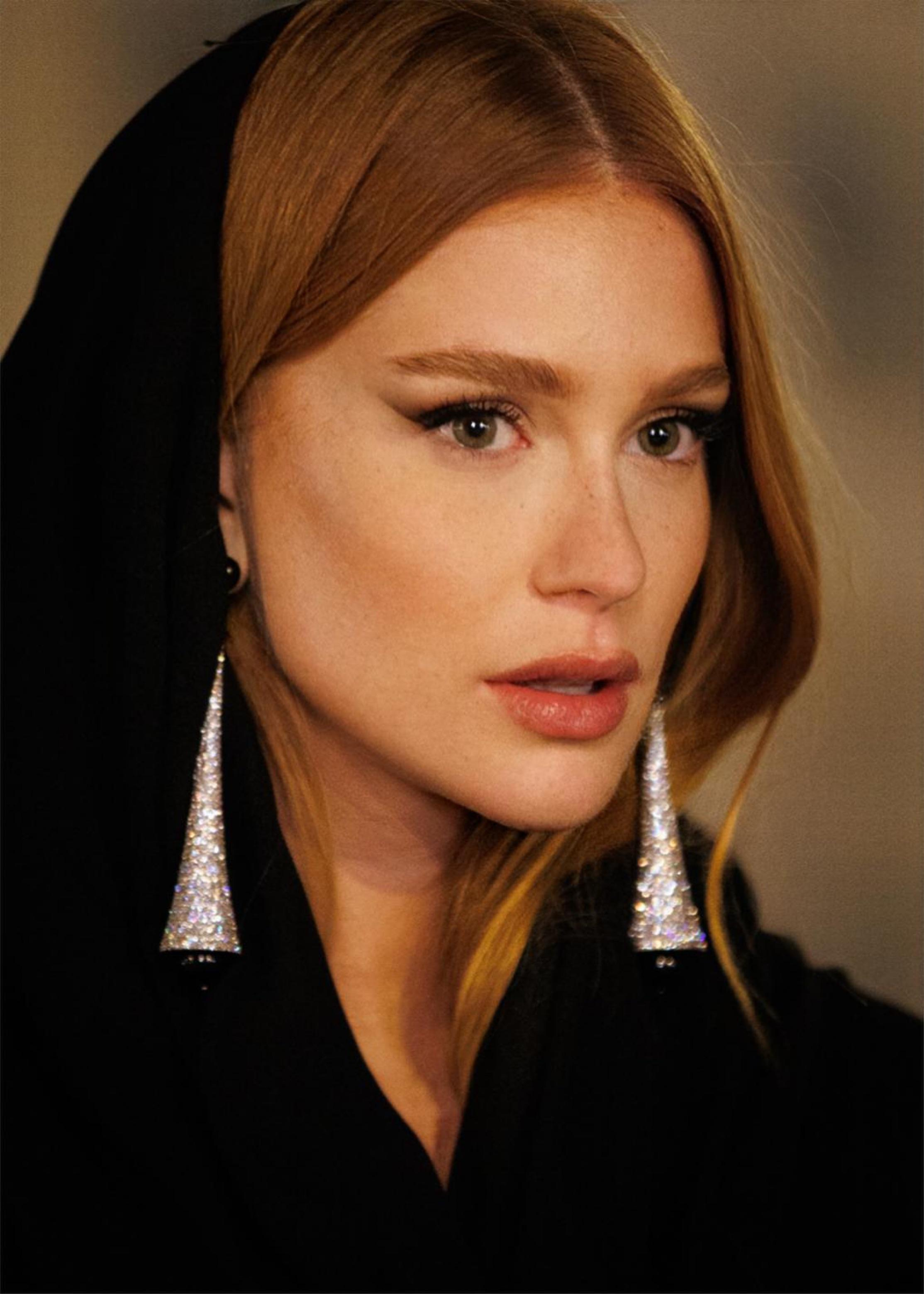
Marina Ruy Barbosa

Em 5 de março de 2005, Marina estreava no teatro infantil como protagonista da peça "Chapeuzinho Vermelho - O Musical", que teve temporadas no Teatro dos Grandes Atores, na Barra da Tijuca, e no Teatro do Leblon, no Leblon.
O trabalho de Marina em Começar de Novo rendeu-lhe um convite para participar dos testes para a personagem "Sabina" em Belíssima. Depois de passar por testes concorridos, foi a escolhida pelo novelista Silvio de Abreu e pela diretora Denise Saraceni para viver o papel: uma personagem de importância na trama da novela, é filha de "Vitória" (Cláudia Abreu) e de "Pedro" (Henri Castelli), neta da vilã "Bia Falcão" (Fernanda Montenegro), sobrinha de "Júlia" (Glória Pires) e afilhada de "Nikos" (Tony Ramos). "Sabina" exercia uma grande influência na avó, a vilã Bia Falcão, que a sequestra na história: uma menina que vivia na Grécia com seus pais. Para fazer o papel, Marina teve aulas da dança, do idioma, e da cultura grega, além de passar um mês na Grécia, gravando a telenovela na paradisíaca ilha de Santorini. O êxito de Marina no papel tornou a menina conhecida no Brasil, e a levou a ser entrevistada no programa Domingão do Faustão.
Marina foi contratada como artista exclusiva pela Rede Globo durante a telenovela. A interpretação de Marina em Belíssima chamou a atenção do novelista Walcyr Carrasco que a convidou para viver a personagem Isabel no elenco da telenovela Sete Pecados, filha do casal protagonista Dante (Reynaldo Gianecchini) e Clarisse (Giovanna Antonelli).
No final de 2007, a atriz participou da primeira edição da competição Dança das Crianças, exibida pelo Domingão do Faustão. Marina, no entanto, foi a primeira eliminada logo na estreia da competição.

### 2008—2010: Teatro e papéis adolescentes
“Queria muito uma menina moça com cabelo de fogo, e de talento e beleza proporcionais. Uma menina que fosse selvagem e doce, que tivesse faísca e lágrimas nos olhos. Pensei que seria impossível tanta coisa junta, mas eu encontrei tudo em Marina. Ela é a Clara perfeita. É a alma do 7”

— Charles Möeller, diretor da peça 7 - O Musical
Em 2008, estreou no teatro adulto, convidada pela dupla Charles Möeller e Cláudio Botelho para viver a menina Clara em 7 - O Musical. Segundo Marina, "atuar em um musical é um grande desafio", que "além de representar, ainda cantava e dançava" como adicionou a atriz. Os diretores prepararam especialmente para Marina dois novos números nessa montagem. Sua interpretação de Clara se aproximava da que Charles imaginara. O diretor Cláudio Botelho afirmou: “Marina é um demônio. Tem tanta vida interior com tão pouca idade e, mesmo com pouca experiência, brilha em cena como uma veterana! É o tipo de ‘atriz mirim’ que a gente só vê nos Estados Unidos, daquelas que roubam filmes e peças… Marina faz a diferença!” A temporada "7 - O Musical" marcou também por ter sido o último trabalho da atriz Ida Gomes, avó de Marina no musical, que viria falecer em seguida.
Em 2009 a atriz estreava como apresentadora do programa TV Globinho. Marina, mais tarde, foi convidada pela diretora Denise Saraceni para participar do seriado Tudo Novo de Novo, interpretando a adolescente Bia, e participa do quadro "Super Chefinho", exibido pelo programa matinal Mais Você.

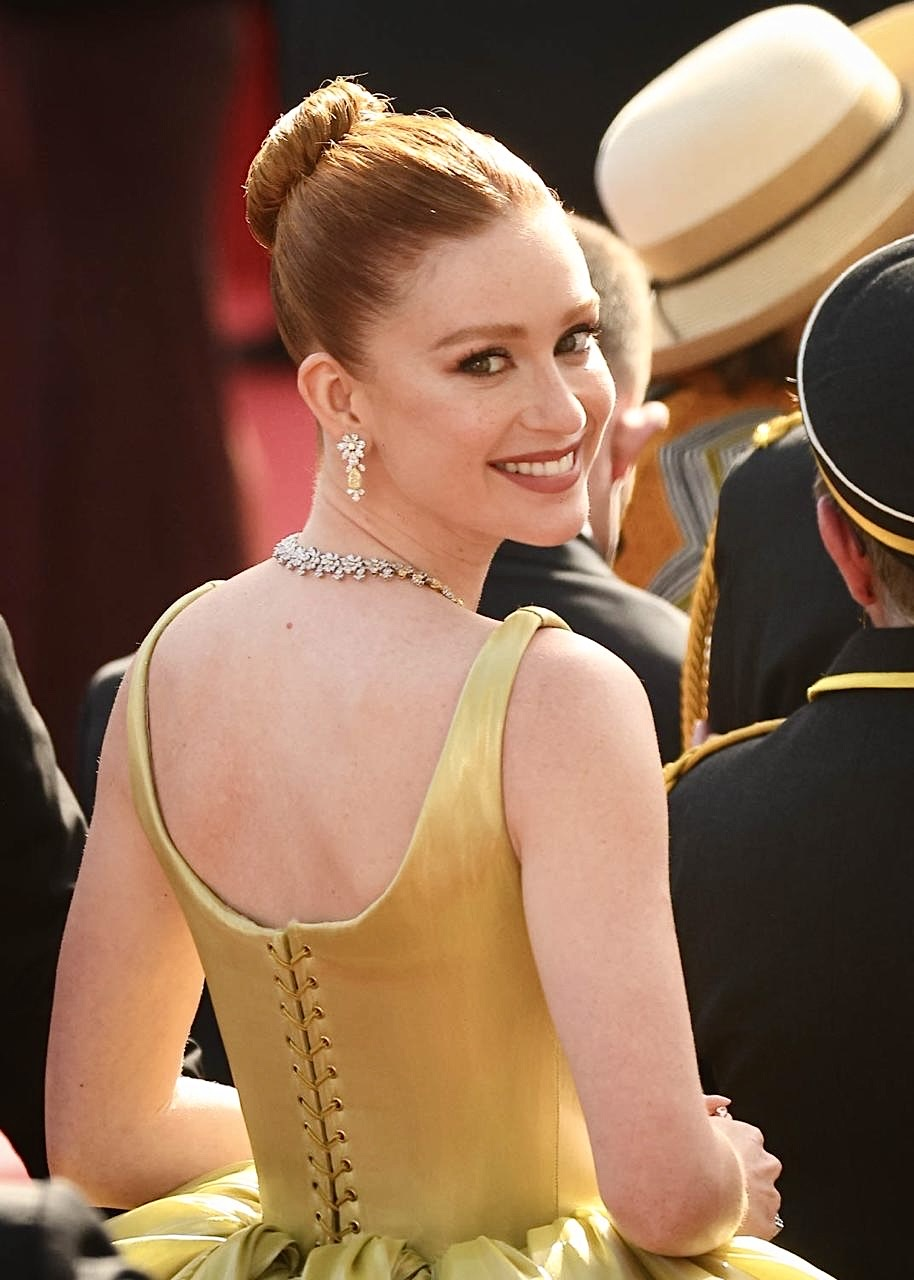
Marina Ruy Barbosa

Em março de 2010, Marina foi entrevistada pela apresentadora Angélica para o programa Estrelas fazendo uma visita cultural ao Museu Casa de Ruy Barbosa, em Botafogo, no Rio de Janeiro, casa onde morou seu tataravô, Ruy Barbosa. Além de descrever algumas particularidades sobre o local, Marina aproveita para mostrar um pouco de sua habilidade musical, tocando Beethoven no piano de sua tataravó Maria Augusta.
No mesmo ano, Marina foi convidada pela autora Elizabeth Jhin, com quem já havia trabalhado na novela Começar de Novo, para interpretar a adolescente rebelde Vanessa em Escrito nas Estrelas. Vanessa usava dreadlocks nos cabelos e trabalhava como estudante de balé. Marina, que nunca tinha feito balé, começou a fazer aulas particulares para se preparar para o papel; gravou todas as cenas de balé sem o uso de dublê. Na produção, realizou pela primeira vez uma cena de beijo, com o ator Bruno Pereira, com quem já havia trabalhado em Começar de Novo. Marina teve a ideia de criar os brincos de zíper usados pela personagem, um acessório que acabaria por virar modismo entre as adolescentes de todo o Brasil, tendo esta sido uma de suas primeiras influências no vestuário jovem. A bailarina Vanessa virou uma boneca, em homenagem feita pela atriz e artista plástica, Nica Bonfim, colega dela na trama. A atuação de Marina foi elogiada pela crítica Patrícia Kogut, recebendo nota 10 duas vezes, além de concorrer ao Prêmio Arte Qualidade Brasil, na categoria de Melhor Atriz Infantil/Juvenil de Telenovela.
Em outubro de 2010, a revista Quem preparou uma edição especial para comemorar o aniversário de 10 anos da revista. Foram convidadas 10 jovens atrizes para a capa, produzidas e fotografadas por Fernando Torquatto usando o título autoexplicativo: “As Estrelas da Próxima Década”. Marina, com apenas 15 anos de idade na época, foi a atriz mais jovem das 10 escolhidas.

### 2011—2013: Amadurecimento artístico

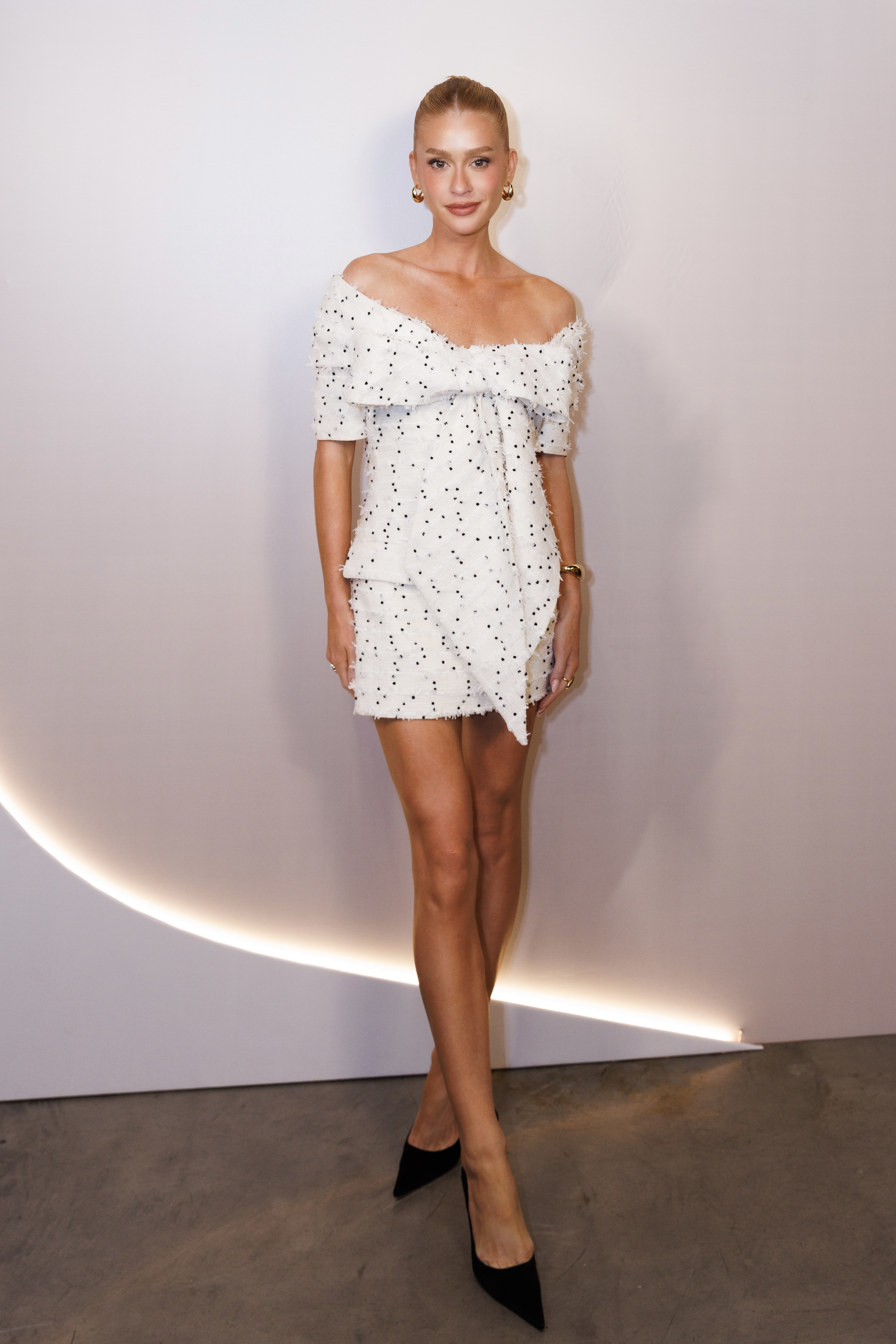
Marina Ruy Barbosa

Marina foi convidada pelo autor Walcyr Carrasco para integrar em 2011 o elenco da novela Morde & Assopra, interpretando Alice, jovem vilã da trama que posteriormente se torna mocinha. Alice é uma garota fútil e preconceituosa, filha do prefeito Isaías (Ary Fontoura) e da prepotente primeira-dama Minerva (Elizabeth Savalla), tornando-se célebre entre os espectadores por dividir as pessoas à sua volta entre os "vira-latas" e "os que têm pedigree". A personagem se envolve com o vigarista Guilherme (Klebber Toledo), e mais tarde descobre ser filha biológica de sua antiga empregada Lílian (Narjara Turetta), com quem decide morar, e acaba se regenerando. Com o sucesso na televisão com a personagem Alice, os cabelos ruivos da atriz ficaram em evidência, e na Central de Atendimento ao Telespectador da Rede Globo (CAT), passaram a ser os mais cobiçados da televisão, com as telespectadoras querendo informações sobre os cuidados para ter cabelos como o dela. Sua interpretação em Morde & Assopra foi destacada pela crítica, recebendo elogios de críticos como a jornalista Carla Bittencourt, jornal carioca Extra, que afirmou: Marina Ruy Barbosa está mostrando, a cada dia, que é uma das melhores atrizes de sua geração. No capítulo de sábado de "Morde & assopra", a jovem, de quase 16 anos, deu um show.... O colunista de televisão Flávio Ricco, portal UOL, disse: o autor abriu espaço para Marina Ruy Barbosa, a Alice. O que se viu foi um show dessa jovem atriz.. O jornalista Bruno Segadilha, revista Época foi enfático: A ruiva sardenta Marina Ruy Barbosa é o grande destaque de Morde & Assopra. A jornalista Mariana Trigo, Correio Braziliense e portal Terra, afirmou: ...Nessas tomadas, o embate se intensifica ainda mais quando entra em cena a segura Marina Ruy Barbosa, como a arrogante vilãzinha Alice. Com uma interpretação madura, a atriz se destaca de forma cada vez mais convincente e mostra que está pronta para enfrentar papéis mais fortes na tevê. Durante a novela, Marina, ainda menor de idade, iniciou um relacionamento que duraria três anos com seu colega de trabalho, Klebber Toledo, nove anos mais velho.

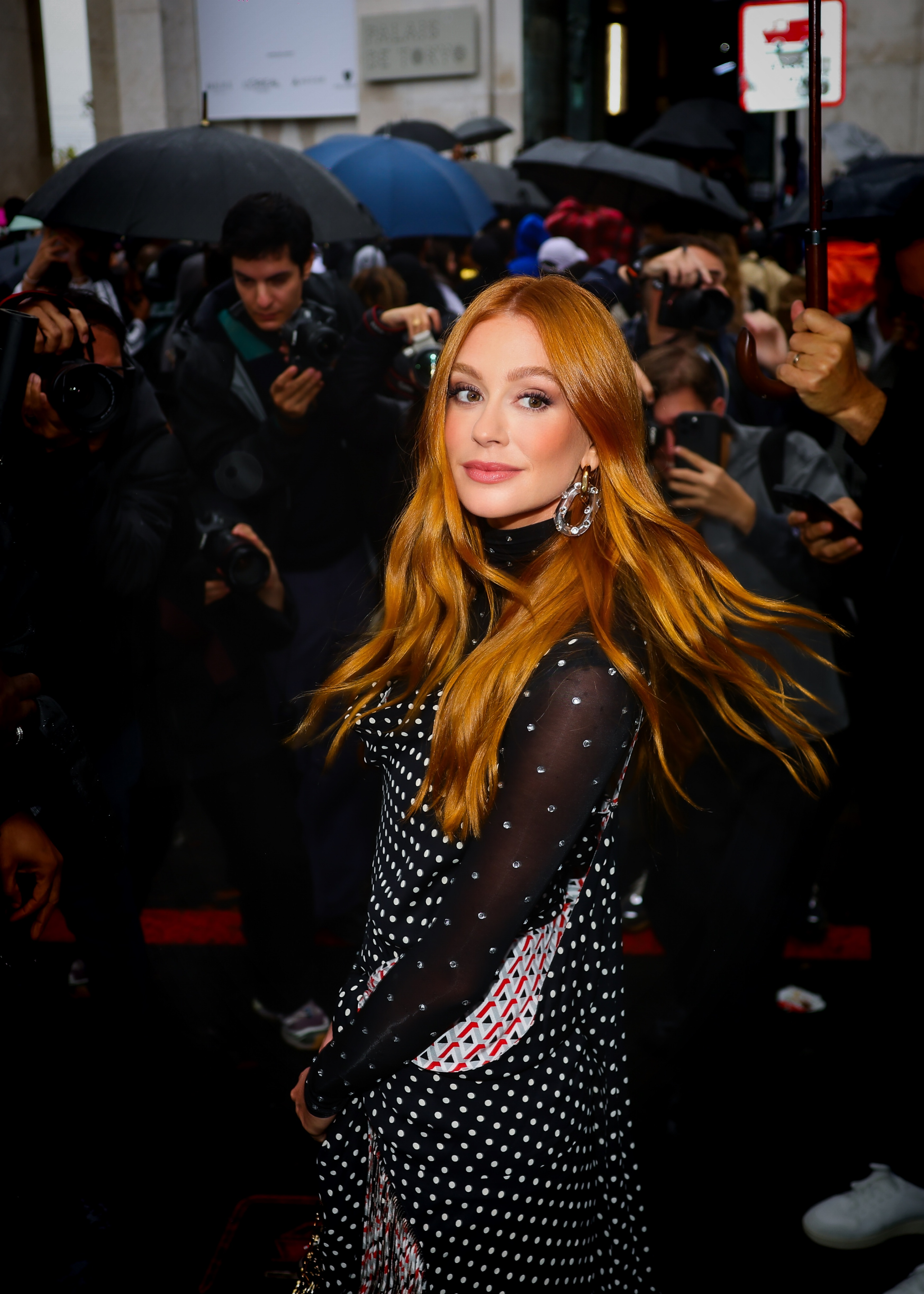
Marina Ruy Barbosa na semana de moda em Paris

Marina é notória pelo seu estilo de se vestir, usando sempre produções atualizadas com as tendências, sendo considerada uma referência para as mulheres que querem seguir seu estilo. Marina passou a posar para inúmeras campanhas publicitárias e editoriais de moda.
Em 2012, a atriz é convidada para integrar elenco da novela Amor Eterno Amor, da autora Elizabeth Jhin, interpretando a personagem Juliana Petrini, uma estagiária de jornalismo.

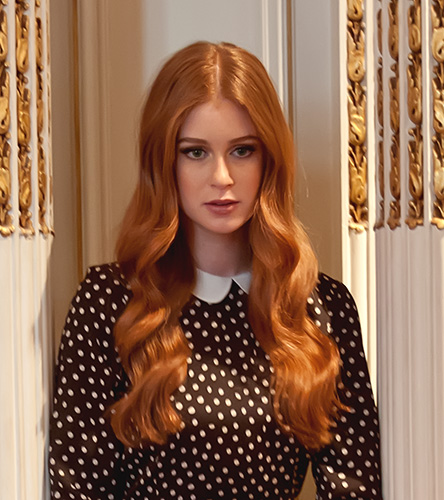
Marina Ruy Barbosa

Com apenas 16 anos, Marina foi a atriz mais jovem a estampar a capa da revista NOVA, na edição de abril de 2012. Com apenas 17 anos de idade, ela voltaria a ser capa da NOVA em junho de 2013.
Em 2013 integrou o elenco da telenovela das nove Amor à Vida, de Walcyr Carrasco. Marina interpretou Nicole, uma jovem órfã e milionária que sofre de uma doença degenerativa, prestes a ser vítima de um golpe da vilã Leila (Fernanda Machado) através de seu namorado Thales (Ricardo Tozzi), que acaba se apaixonando por ela. A beleza e a inocência da personagem ganharam destaque na novela, e Nicole tornou-se uma personagem querida pelo público. Atendendo a pedidos de telespectadores e colaboradores da novela, o autor desistiu de raspar a cabeça da atriz, e o assunto virou discussão nacional e dividiu as opiniões da crítica, embora o público tenha ficado a favor da atriz. Com a mudança no roteiro, a solução do autor para a personagem foi a morte de Nicole no dia de seu casamento, daí então aparecendo em visões mediúnicas de Thales. O capítulo com o casamento e a morte de Nicole foi recorde de audiência da novela.
Em novembro de 2013, Marina é a sétima colocada na lista das "100 Mulheres Mais Sexy do Mundo" da revista VIP.
Capa da revista Quem em 18 de dezembro de 2013, escolhida como uma das mulheres mais elegantes de 2013, "As Mais Bem Vestidas do Brasil".

### 2014—2017:Amorteamo,Totalmente DemaiseJustiça

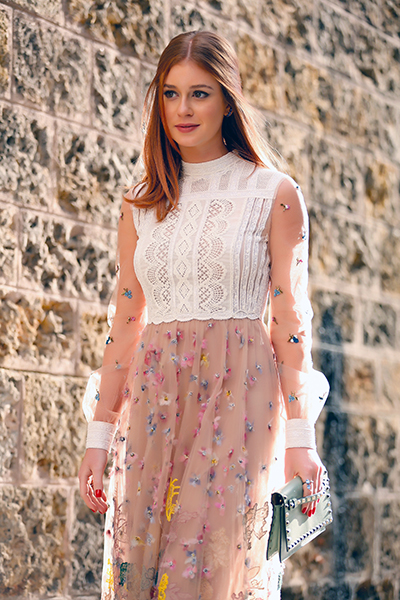
Ruy Barbosa em 2016

Em 2014, chama a atenção na telenovela Império, de Aguinaldo Silva, ao interpretar a personagem Maria Ísis, amante do protagonista José Alfredo (Alexandre Nero).  A personagem marcaria um divisor de águas na carreira da atriz, devido ao sucesso alcançado pelo desempenho no programa de maior audiência da televisão brasileira. Sensual e provocante, Maria Ísis foi seu trabalho mais ousado até então, sendo o primeiro em que a atriz aparece em cenas com grandes insinuações sexuais e marcando sua transição para os papeis adultos. Ela concorreu a vários prêmios, e foi a mais jovem atriz (19 anos) a ganhar o Prêmio Contigo! de TV de melhor atriz coadjuvante. O sucesso em Império elevou sua carreira ao patamar de protagonista. No dia 11 de agosto de 2014, é anunciado o término de seu namoro, após três anos, com o ator Klebber Toledo. Foi eleita pela revista Vogue Brasil uma das cinco celebridades brasileiras mais bem vestidas de 2014 e pelas revistas Época e Forbes Brasil como um dos brasileiros mais influentes de 2014. Foi a celebridade brasileira mais comentada pela mídia no mês de novembro de 2014. No carnaval de 2015, Marina foi coroada Rainha do tradicional baile de carnaval do Copacabana Palace. Com apenas 19 anos, ela é a rainha de carnaval mais jovem da história do evento.

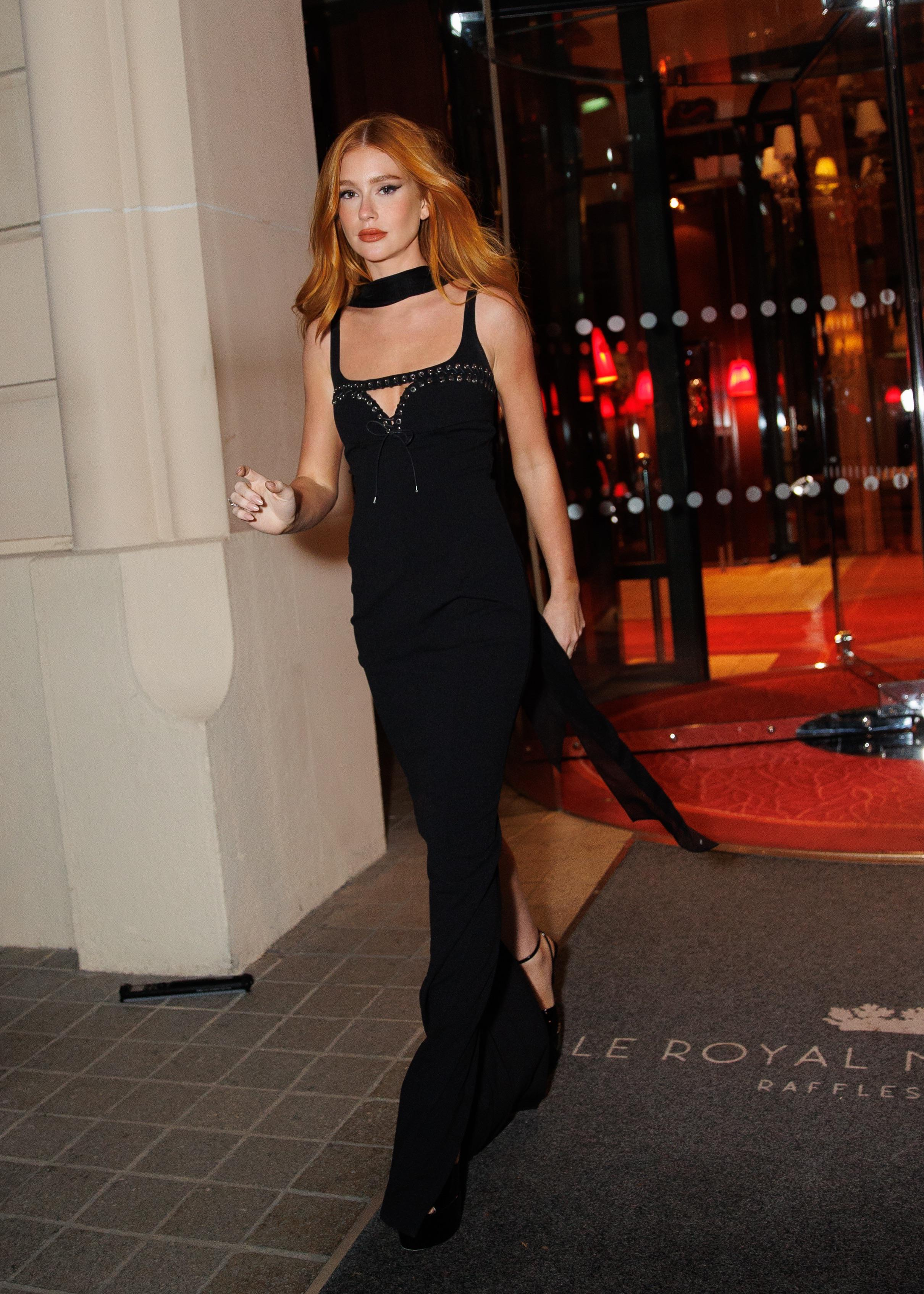
Marina Ruy Barbosa

Em abril de 2015, Marina interpreta sua primeira vilã, a protagonista Malvina, na série Amorteamo, personagem inspirada na noiva-cadáver de Tim Burton. Ela começou a gravar a série ainda durante as últimas gravações de Império, acumulando os dois trabalhos ao mesmo tempo. Foi um grande desafio para a atriz, que desenvolveu um trabalho diferente de tudo que ela havia feito anteriormente. A caracterização para a personagem levava cerca de duas horas para ser feita, e incluía uma peruca preta, lentes de contato pretas, unhas postiças e teve as mãos maquiadas para ressaltar a palidez, as veias e a sujeira da terra. A atriz dispensou o uso de dublês nas gravações das cenas mais arriscadas, até mesmo sendo enterrada viva. Marina contou um pouco da sua experiência durante as gravações: Participar da série foi uma oportunidade de fazer algo diferente, intenso e com possibilidades de experimentações. Foi um grande exercício como atriz. Quanto a ser ‘enterrada’, foi tudo feito com a máxima segurança e pertinência dentro da trama. Durante o período de gravações da série, Marina teve que fazer uma cirurgia de apendicite de emergência, mas recuperou-se rapidamente e retornou às gravações. A série fez sucesso, e a atriz teve atuação elogiada. A diretora Flávia Lacerda falou sobre a estreia de Marina como vilã, e não pestaneja ao elogiar a dedicação e criatividade da atriz. Madura e inteligente. Ela soube dar existência a Malvina, uma morta-viva, com uma riqueza de detalhes tanto na forma de falar quanto no trabalho de corpo. A jornalista Patrícia Kogut, de O Globo, deu nota 10 para Marina Ruy Barbosa, pelo trabalho como Malvina na série “Amorteamo”. No papel de uma morta-viva inconformada, ela está fazendo um ótimo par com Johnny Massaro.

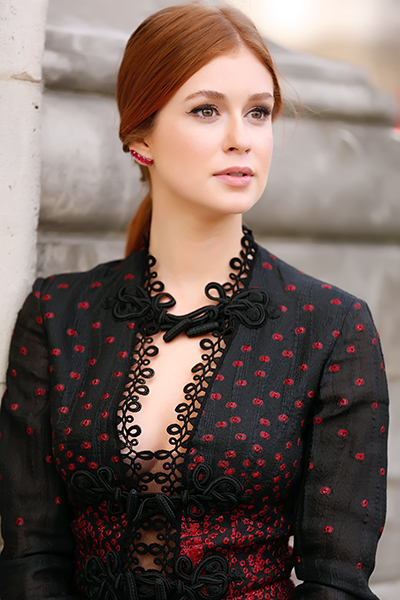
Marina Ruy Barbosa

Ainda em 2015, a atriz interpreta a protagonista Eliza na nova novela das 7, Totalmente Demais. Na trama, a personagem é uma menina do interior que foge de casa após ser alvo de uma tentativa de abuso de seu padrasto (Paulo Rocha). Eliza vai para o Rio de Janeiro, é roubada, e sem dinheiro acaba vivendo nas ruas, onde recebe ajuda de Jonatas (Felipe Simas). Ela conhece Arthur (Fábio Assunção) e sua vida muda novamente ao vencer um concurso de modelos, obtendo sucesso internacional. A novela inovou, tendo desenvolvido um episódio inédito, capítulo zero, para ser exibido apenas na internet, destacando a história de Eliza. Para compor a personagem Eliza, Marina teve que passar por um processo de desconstrução de imagem, pois a menina viveria o começo da história nas ruas, suja, maltrapilha, e rude. Durante a preparação ela inclusive passou alguns dias vendendo flores nas ruas do Rio de Janeiro, assim como faria a personagem na trama. O público acompanhou o desenrolar da história de Eliza com muito interesse, e a novela conseguiu a maior audiência dos últimos cinco anos no horário das 19 horas. Foi durante alguns meses o programa com a maior audiência da televisão, batendo até a tradicional novela das 21 horas. O sucesso foi tanto que a novela, cujo final previsto era no dia 13 de maio, foi esticada até o dia 30 de maio. Além disso, a trama teve ainda 10 episódios adicionais depois do fim da novela, criados para serem exibidos somente na internet. O último capítulo de Totalmente Demais teve altos índices de audiência em todo o Brasil, batendo o recorde de 10 anos no Rio de Janeiro, alcançando o percentual de 43 pontos no Ibope. O fenômeno da novela consagrou também a protagonista da trama, Marina, que conquistou o público com sua atuação destacada. Totalmente Demais além de ter sido um sucesso de audiência, também foi um grande sucesso internacional, tendo sido vendida para 135 países, e se tornou a segunda novela brasileira mais vendida para o exterior da história.
Em 2016 integra o elenco da minissérie Justiça, interpretando Isabela, uma menina linda, rica, fútil e jovem, filha da Professora Elisa (Débora Bloch), que é assassinada há tiros pelo noivo Vicente (Jesuíta Barbosa) após ser flagrada o traindo com o ex, levando-o a cometer um típico crime passional e fazendo sua mãe Elisa querer Justiça por sua morte. Ela começou a preparação para a série, e gravou as primeiras cenas, quando ainda estava gravando os últimos capítulos de Totalmente Demais, acumulando os dois trabalhos ao mesmo tempo. A personagem Isabela na minissérie foi um trabalho muito impactante, recebendo elogios da crítica e do público. O primeiro capítulo, que conta a história de Isabela, foi o recorde de audiência da minissérie, marcando 30 pontos em São Paulo. Pela participação na minissérie, além dos elogios do público para sua atuação, a ruiva é dona do cabelo e do figurino mais desejado pelas espectadores, conforme indica a lista de itens mais pedidos da Central de Atendimento ao Telespectador (CAT) da emissora, em setembro de 2016.

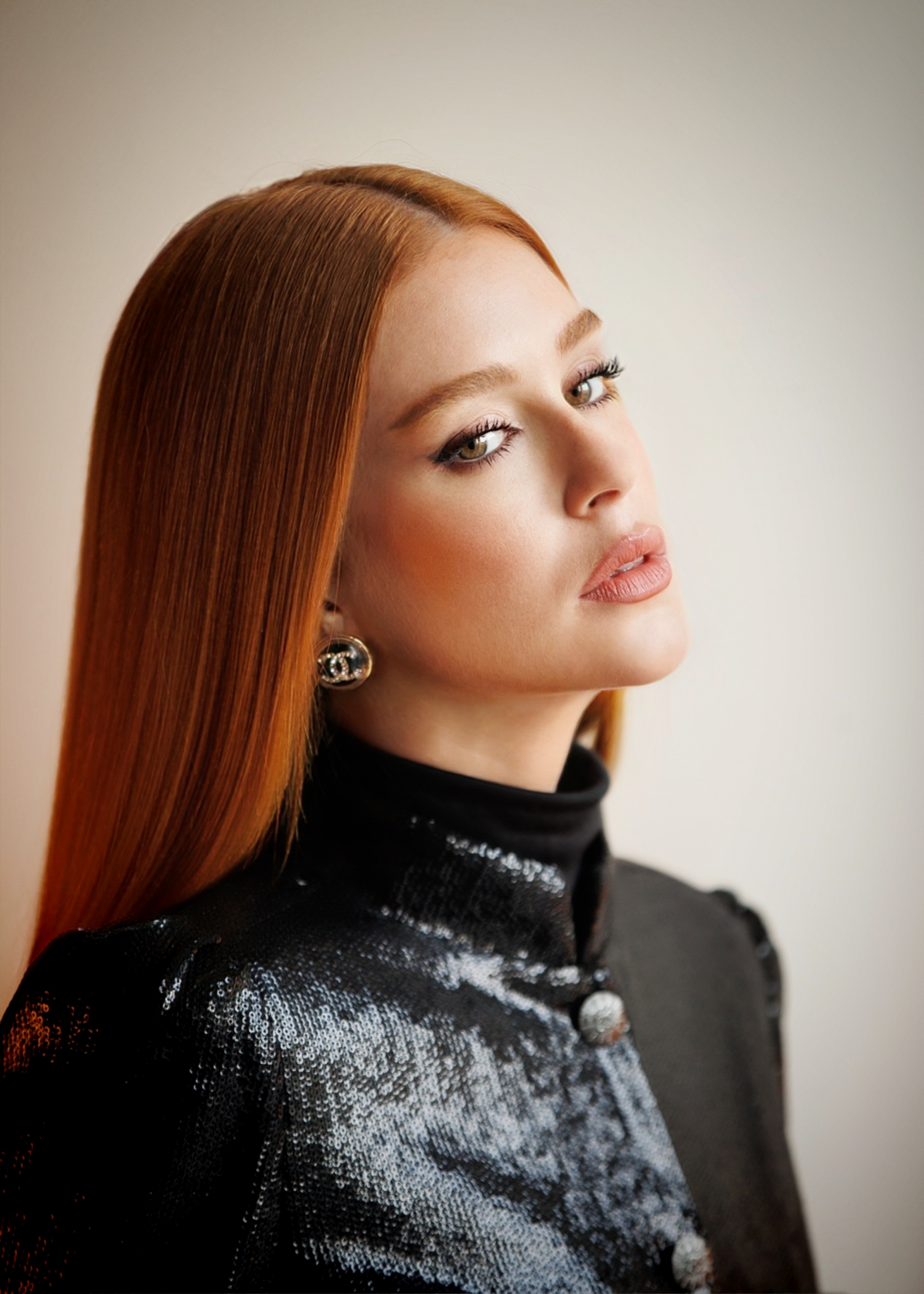
Marina Ruy Barbosa

Em setembro de 2016, Marina viajou para a França, para conhecer o maior evento de moda do planeta, o Paris Fashion Week, convidada VIP da Maison Valentino, Louis Vuitton, Maison Dior, Miu Miu, e Elie Saab. Durante a viagem, ela lançou a Hashtag #GingerTips, em sua redes sociais, para dar dicas de estilo e contar a história das marcas que ela usou. Marina virou a sensação da semana de moda de Paris, brilhando ao lado de celebridades internacionais como, Jessica Alba, Dakota Fanning, Lily Collins, Valentino Garavani, Inès de la Fressange, e Christian Louboutin. Ela se consagrou como ícone de estilo em Paris. Ainda em Paris, Marina teve seu primeiro contato profissional com a Renault, durante o Salão Internacional do Automóvel.
No primeiro semestre de 2017, Marina gravou seu primeiro filme como protagonista, Sequestro Relâmpago, novo longa-metragem da premiada cineasta Tata Amaral. A história de Isabel é inspirada em um fato real. Ao sair de um bar, ela é abordada por dois rapazes, que a obrigam a entrar no carro. Unidos apenas para uma série de assaltos, os dois não têm experiência nesse tipo de ação e acabam se enrolando ao levá-la para sacar dinheiro em um caixa eletrônico. Sem ter o que fazer, eles a mantêm como refém e passam a noite inteira rodando com ela pela cidade. Em maio de 2017, esteve no tapete vermelho do Festival de Cinema de Cannes, usando um vestido Prada.
No mesmo ano, foi nomeada embaixadora da Renault no Brasil e da Pantene na América Latina.

### 2018—presente:Deus Salve o Rei, O Sétimo Guardião, e Fuzuê

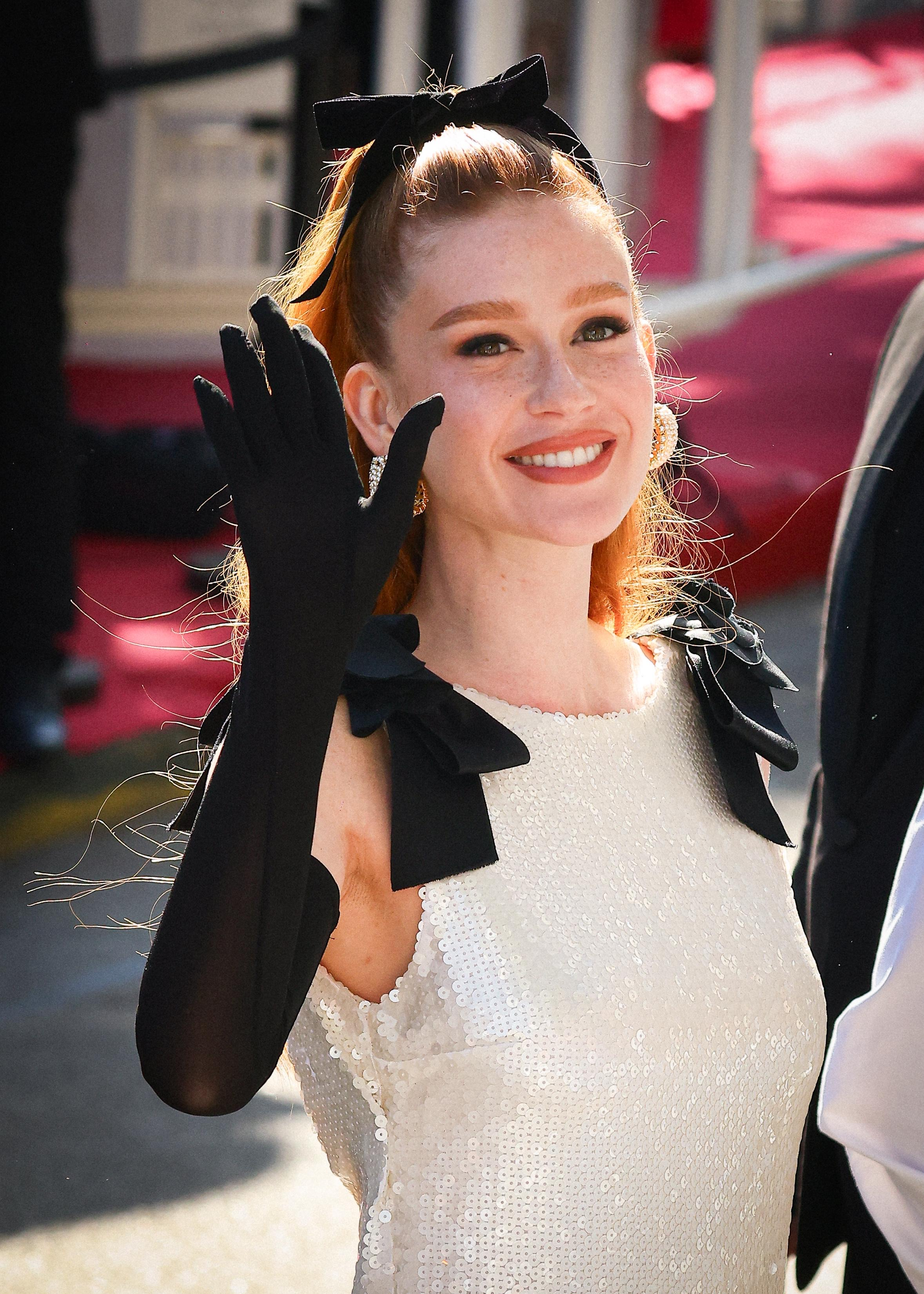
Marina Ruy Barbosa

Em 2018, interpretou sua segunda protagonista Amália em Deus Salve o Rei, novela de Daniel Adjafre exibida no horário das 7, que se passa na época medieval ela vive um romance com o príncipe Afonso interpretado por Rômulo Estrela é tem como rival a princesa Catarina interpretada por Bruna Marquezine.
Pouco antes do término de Deus Salve o Rei, Marina já estava confirmada para interpretar a sua primeira protagonista no horário nobre, na O Sétimo Guardião, de Aguinaldo Silva. O intervalo de estréia das 2 novelas foi só de quase 4 meses, onde ela mesma relatou em sua rede social que ficaria somente 22 dias de férias, Assim, rapidamente iniciando a gravar O Sétimo Guardião. Já na trama de Aguinaldo, sua personagem, Luz tem poderes especiais e luta contra o mal, representado por Lília Cabral, e faz par romântico com o personagem do ator Bruno Gagliasso. Sua atuação foi elogiada logo após a estreia da novela, pela jornalista Patrícia Kogut, crítica de televisão do jornal O Globo, que deu nota 10, destacando a química entre Marina e Bruno Gagliasso.

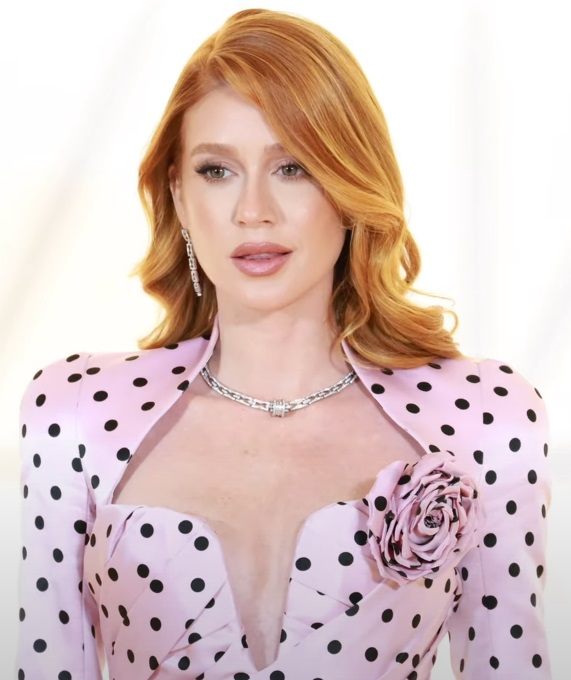
Marina Ruy Barbosa

Em setembro, após desfilar para a Dolce & Gabbana na Semana de Moda de Milão, Marina foi anunciada como nova agenciada da IMG Models, que tem em seu casting estrelas como Gisele Bündchen, Kate Moss, Gigi Hadid e Bella Hadid, Selena Gomez e Millie Bobby Brown. Segundo Marina, seu objetivo com o contrato não é se tornar modelo, mas expandir seus trabalhos publicitários internacionais.

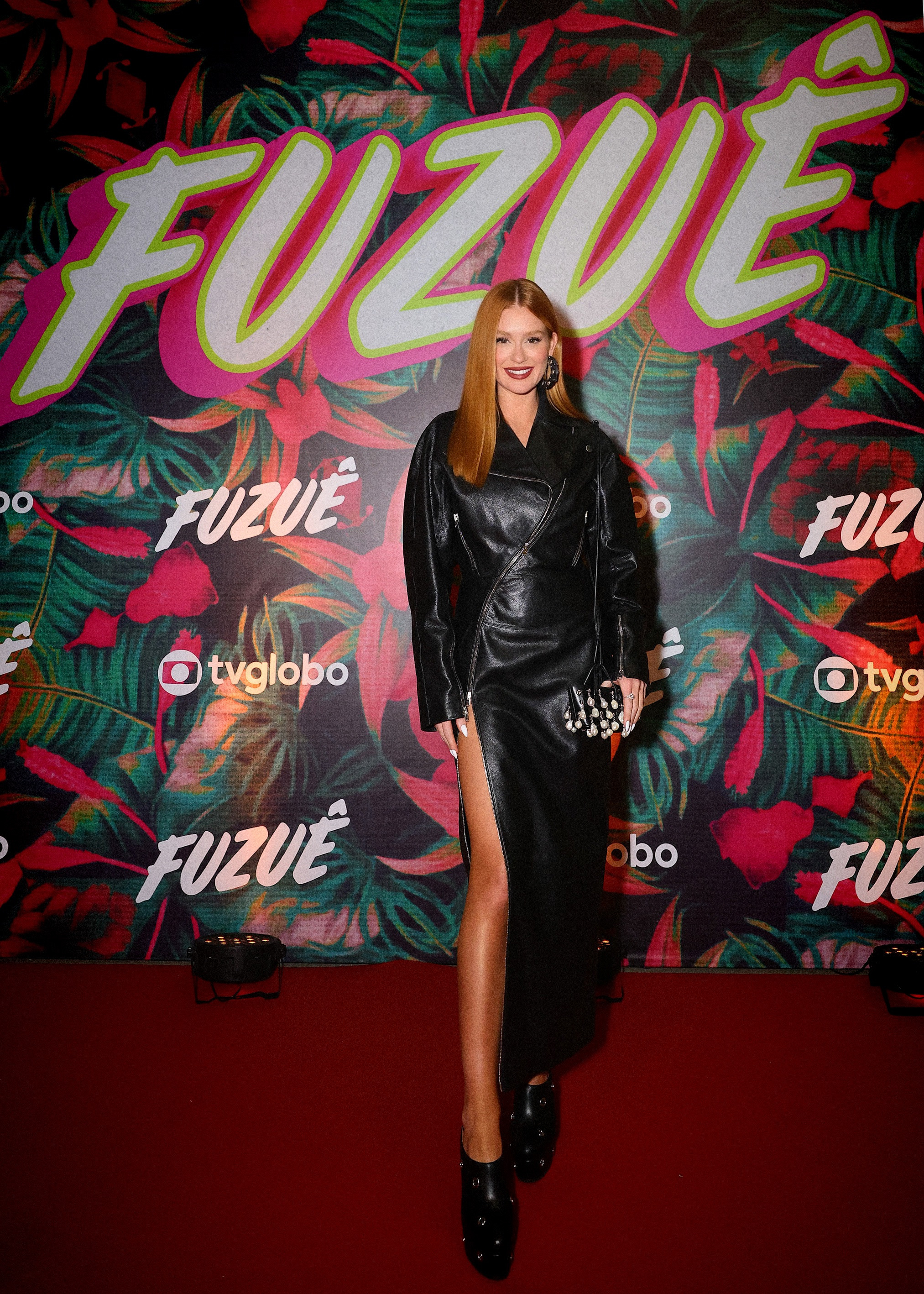
Marina Ruy Barbosa na estreia de Fuzuê

Em novembro de 2018, o cantor Roberto Carlos convidou Marina para cantar com ele em um dueto, no seu tradicional especial de fim de ano na Rede Globo. Ainda em 2018, lançou sua primeira coleção de roupas para a Colcci e assinou sua primeira coleção de jóias para a Life By Vivara.
Quando Marina esteve no festival Meus Prêmios Nick 2019, revelou que queria sair de sua "zona de conforto" e que gostaria de fazer algo que nunca fez, e só aceitaria fazer uma novela como uma "personagem especial", que a personagem fosse uma vilã má, louca e vingativa. Esse desejo viria a se tornar realidade em 2023, quando ela viveu a vilã Preciosa Montebelo Pinto, protagonista da novela Fuzuê da Rede Globo. 

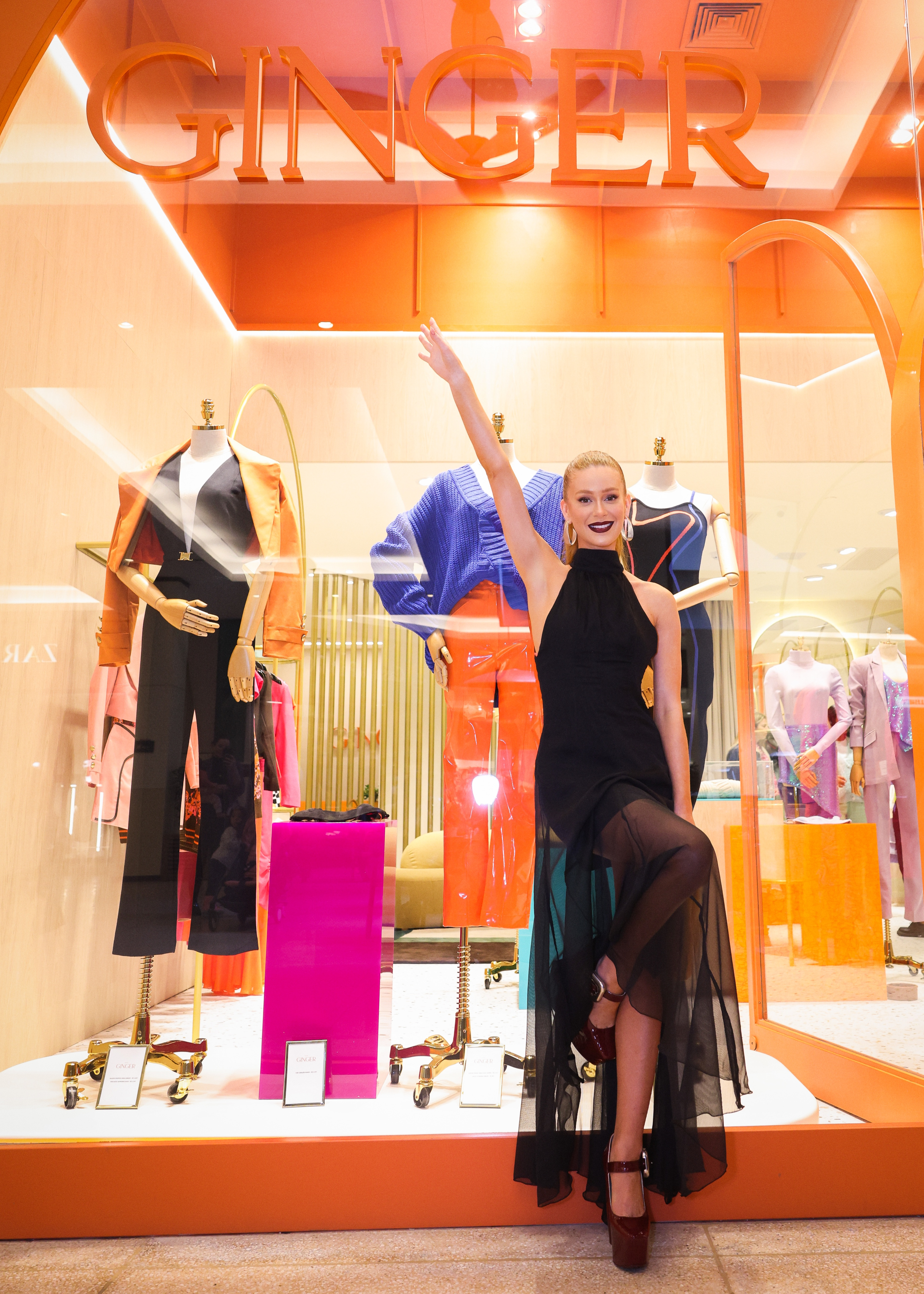
Marina Ruy Barbosa na Ginger

Em janeiro de 2020, Marina se mudou temporariamente para Los Angeles com o marido para estudar. A viagem porém, precisou ser encurtada por conta da pandemia de COVID-19. A pandemia causou o isolamento social, mas também deu oportunidade dela fazer um histórico de sua trajetória pessoal, e traçar planos para o futuro, empreendendo novos projetos. 
Foi assim que em julho de 2020, a atriz lançou sua própria grife de roupas, Shop Ginger, uma marca de moda que combina seu amor pela arte e design, com práticas conscientes e sustentáveis. A cor predominante da marca é o laranja, que transmite entusiasmo, criatividade, calor, equilíbrio, alegria, e confiança. Criada com um olhar atento ao futuro, priorizando a sustentabilidade e a valorização da moda nacional. A marca se dedica a criar peças de alta qualidade com consciência ambiental e social, utilizando materiais de origem brasileira, e trabalhando com produtores locais. A marca prioriza a sustentabilidade, qualidade com design atemporal, ética e transparência, valorizando a moda nacional.

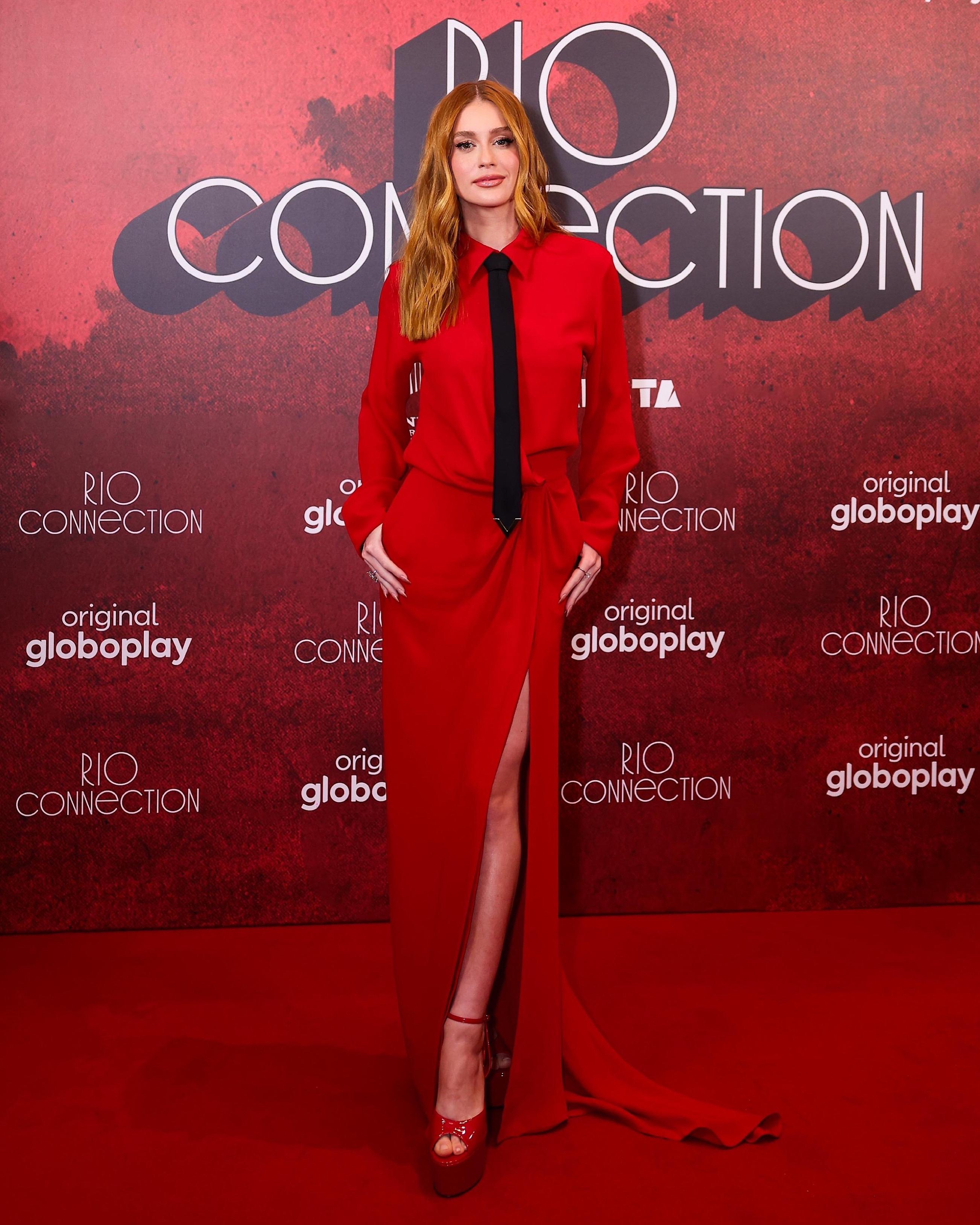
Marina Ruy Barbosa

Marina gravou em 2023 a série internacional Rio Connection, vivendo a personagem Ana Alves Zago, com um elenco de atores de diferentes nacionalidades, e totalmente falada em inglês. Ana é uma cantora de boate que se relaciona com mafiosos envolvidos com o tráfico internacional de drogas. 
Em 2024, ela embarca em um projeto ousado e diferenciado, na gravação da série Tremembé, interpretando Suzane von Richthofen, que ficou conhecida por ter arquitetado o assassinato dos próprios pais. É uma série de ficção, porém o roteiro foi totalmente feito a partir de cenas reais, acontecidas dentro da Penitenciária Doutor José Augusto César Salgado, conhecida como Tremembé II, através das histórias de detentos notórios, e busca oferecer uma nova perspectiva sobre os casos que marcaram o país, focando nas dinâmicas e relacionamentos dentro da prisão. Com estreia prevista para 2025, Marina terá a chance de mostrar seu talento num dos papéis mais desafiadores de sua carreira.
Em julho de 2025 é confirmada a participação de Marina em Antártida, novo filme da Rede Globo, com filmagens previstas para começarem em agosto de 2025. Antártida será o primeiro filme brasileiro que utilizará a tecnologia de gravação virtual presente em grandes produções internacionais. O longa ambientado na estação do Brasil na Antártida terá filmagens no novo Estúdio de Produção Virtual da Globo.  Ela interpreta a personagem Inês, uma cientista brasileira formada em glaciologia, que participa de uma expedição de pesquisas na Antártida. A personagem é vítima de um estupro, e o isolamento transforma todos os homens do grupo em suspeitos. 

## Vida pessoal
Durante as gravações da novela Morde & Assopra, em 2011, Marina conheceu o ator Klebber Toledo, com quem namorou por 3 anos, terminando o namoro em agosto de 2014.
Em janeiro de 2016, assumiu namoro com o automobilista e empresário Alexandre Negrão. No dia 10 de julho de 2016, durante uma viagem realizada na Tailândia, ficaram noivos e no dia seguinte se casaram em segredo em uma cerimônia budista, no mesmo local onde Alexandre a pediu em noivado. O casamento religioso ocorreu no dia 7 de outubro de 2017, na residência da família do marido, em Campinas. No dia 12 de janeiro de 2021, anunciou o término de seu casamento com o empresário.
Logo após o anúncio do divórcio surgiram especulações de uma relação com o deputado Guilherme Mussi. O relacionamento foi assumido em Novembro de 2021. Pouco mais de um ano, em Dezembro de 2022 o namoro terminou.
Em agosto de 2023, assumiu namoro com o empresário Abdul Fares. Em outubro do mesmo ano ficaram noivos.

## Filantropia

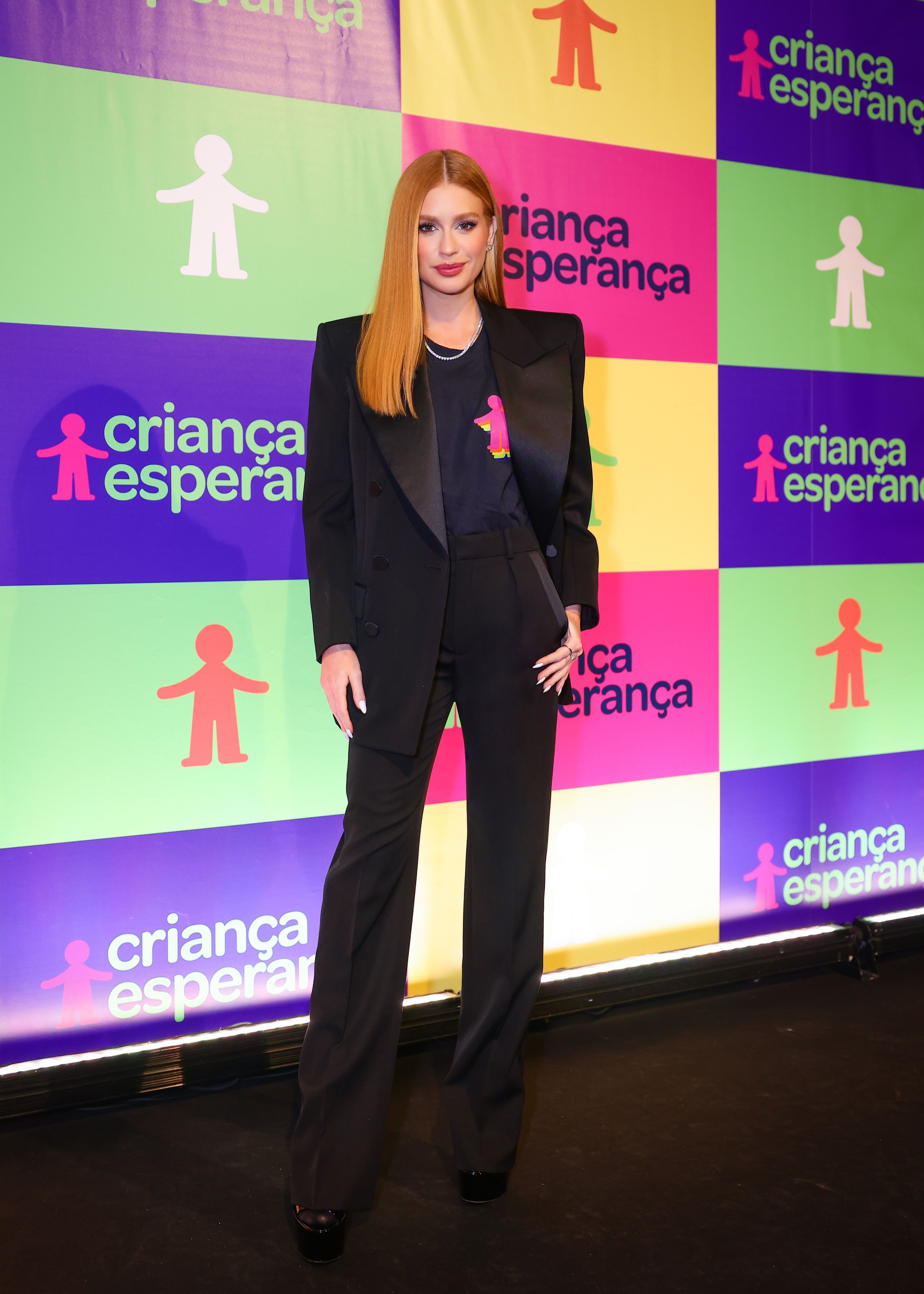
Marina Ruy Barbosa no Criança Esperança

Marina costuma fazer um trabalho como protetora dos animais, especialmente gatos abandonados. Ela abriga os gatinhos em casa, enquanto procura pessoas que queiram adotar os animais. Em dezembro de 2013, ela participa da campanha de adoção de animais "Adotei".
A atriz também participa de campanhas de entidades filantrópicas como o Instituto Brasileiro de Controle do Câncer (IBCC), Amigos da Infância com Câncer (AMICCA) e Associação Brasileira de Linfoma e Leucemia (ABRALE), além de participar das campanhas do Criança Esperança.
Em novembro de 2013, Marina é a estrela da campanha pelo Dia Nacional de Combate ao Câncer Infantojuvenil, "Novembro Dourado", promovida pelo Instituto Ronald McDonald. Ela se transformou em uma guerreira, inspirada em grandes heroínas dos quadrinhos e dos games.

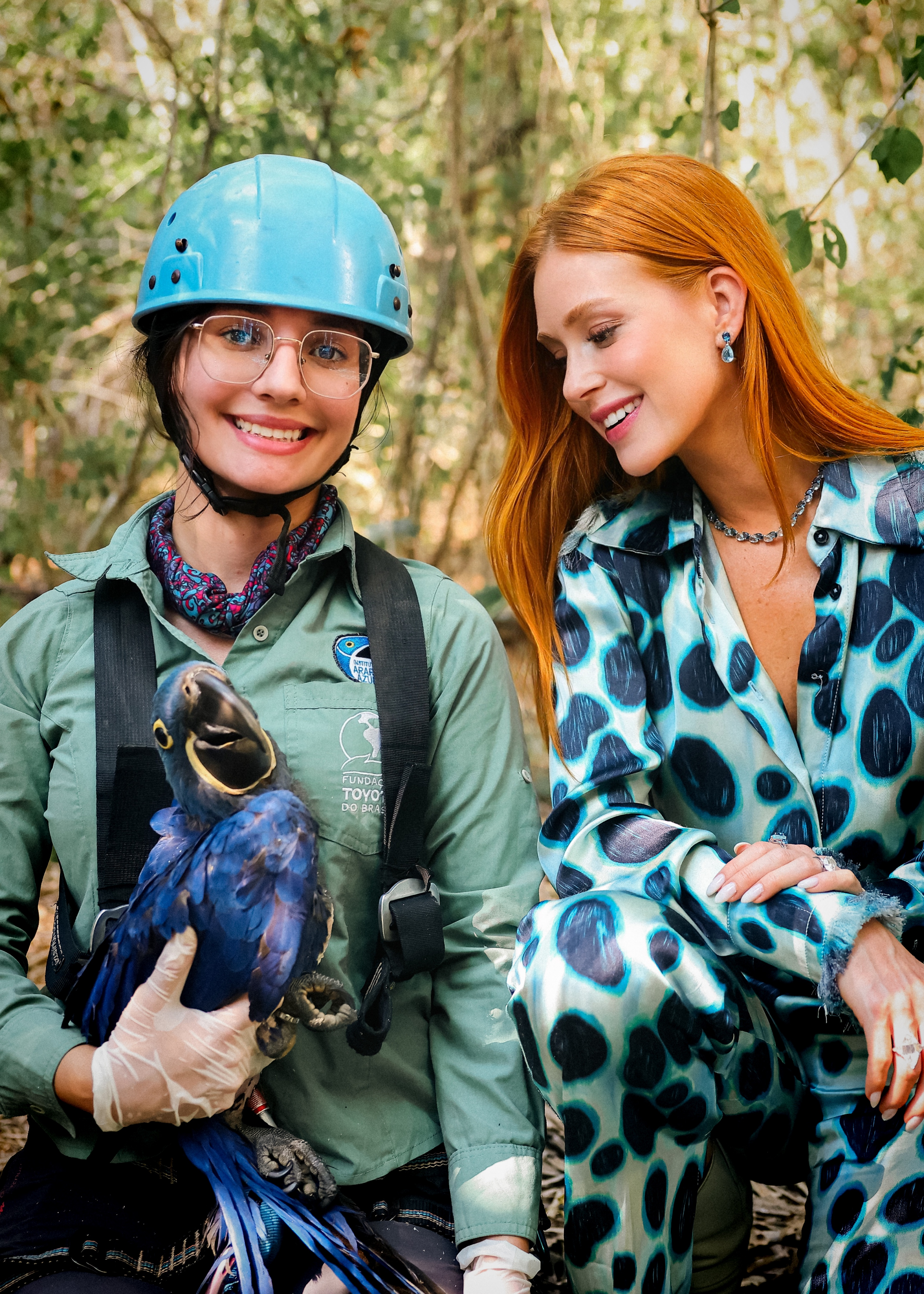
Marina Ruy Barbosa com Arara Azul

Em 2014, durante a caracterização para a personagem Maria Isis em Império, Marina cortou 30 cm de seus cabelos, que foram doados para a ONG Cabelegria, que faz perucas para doentes com câncer que perderam os seus cabelos. Em 2016, ela voltaria a cortar os cabelos curtos para a caracterização da personagem Isabella em Justiça, novamente doando as madeixas cortadas para a ONG Cabelegria. Em agosto de 2018, Marina corta novamente o cabelo, encurtando os fios e adotando uma franja, para a caracterização da personagem Luz, protagonista da novela das nove O Sétimo Guardião. As madeixas ruivas cortadas foram doadas para a ONG Fundação Laço Rosa, na campanha Outubro Rosa.
Em 2020, foi nomeada madrinha da campanha do Instituto Luisa Mell que visa incentivar a adoção de gatos. Para isso, visitou a sede do Instituto, em São Paulo e fotografou peças publicitarias com os animais da ONG.
Ela também apoia o Instituto Arara Azul, que protege animais em risco de extinção, conserva e reproduz os animais para mantê-los na fauna brasileira.

## Filmografia

### Televisão
| Ano  | Título               | Personagem                                 | Notas                            |
| ---- | -------------------- | ------------------------------------------ | -------------------------------- |
| 2003 | Sabor da Paixão      | Marie                                      | Episódio: "21 de março"          |
| 2004 | Começar de Novo      | Aninha                                     |                                  |
| 2005 | Sob Nova Direção     | Criança na locadora                        | Episódio: "Sexo, Mentiras e DVD" |
| 2005 | Belíssima            | Sabina Rocha Assumpção                     |                                  |
| 2007 | Dança das Crianças   | Participante (6º lugar)                    | Temporada 1                      |
| 2007 | Sete Pecados         | Isabel Florentino                          |                                  |
| 2009 | TV Globinho          | Apresentadora                              | Temporada 10                     |
| 2009 | Super Chefinhos      | Participante (3º lugar)                    | Temporada 1                      |
| 2009 | Tudo Novo de Novo    | Bia                                        |                                  |
| 2010 | Escrito nas Estrelas | Vanessa Neves Bittencourt                  |                                  |
| 2011 | Morde & Assopra      | Alice Alves Junqueira / Alice da Silva     |                                  |
| 2012 | Amor Eterno Amor     | Juliana Pietrini                           |                                  |
| 2013 | Amor à Vida          | Nicole Veiga de Assis                      |                                  |
| 2014 | Império              | Maria Ísis Ferreira da Costa (Sweet Child) |                                  |
| 2015 | Amorteamo            | Malvina Benazo Camargo                     |                                  |
| 2015 | Totalmente Demais    | Eliza de Assis Monteiro                    |                                  |
| 2016 | Justiça              | Isabela de Almeida                         |                                  |
| 2018 | Pega Pega            | Amália Giordano                            | Episódio "8 de janeiro"          |
| 2018 | Deus Salve o Rei     | Amália Giordano                            |                                  |
| 2018 | O Sétimo Guardião    | Luz Vidal                                  |                                  |
| 2019 | Bom Sucesso          | Eliza de Assis Monteiro                    | Episódios: "9–11 de dezembro"    |
| 2023 | Fuzuê                | Preciosa Montebelo Pinto                   |                                  |
| 2023 | Rio Connection       | Ana Alves Zago                             |                                  |
| 2025 | Vale Tudo            | Ela mesma                                  | Episódio: "17 de junho"          |
| 2025 | Tremembé             | Suzane von Richthofen                      |                                  |

### Cinema
| Ano  | Filme                              | Personagem                            |
| ---- | ---------------------------------- | ------------------------------------- |
| 2004 | Xuxa e o Tesouro da Cidade Perdida | Mylla                                 |
| 2018 | Sequestro Relâmpago                | Maria Isabel Lima Cavalcante (Isabel) |
| 2018 | Todas as Canções de Amor           | Ana                                   |
| 2025 | Antártida                          | Inês                                  |

### Vídeo musical
| Ano  | Canção      | Personagem | Artista            |
| ---- | ----------- | ---------- | ------------------ |
| 2018 | "Ocean"     | Garota     | Alok, Zeeba e IRO  |
| 2019 | "Partilhar" | Ela        | Rubel e Anavitória |

## Teatro
| Ano  | Peça                             | Personagem           |
| ---- | -------------------------------- | -------------------- |
| 2005 | Chapeuzinho Vermelho - O Musical | Chapeuzinho Vermelho |
| 2008 | 7 - O Musical                    | Clara                |

## Prêmios e honrarias
| Ano  | Prêmio                            | Categoria                                   | Trabalho                       | Resultado |
| ---- | --------------------------------- | ------------------------------------------- | ------------------------------ | --------- |
| 2004 | Melhores do Ano                   | Melhor Atriz Mirim                          | Começar de Novo                | Indicada  |
| 2005 | Prêmio Contigo! de TV             | Melhor Atriz Infantil                       | Começar de Novo                | Indicada  |
| 2005 | Melhores do Ano                   | Melhor Atriz Mirim                          | Belíssima                      | Indicada  |
| 2006 | Prêmio Contigo! de TV             | Melhor Atriz Infantil da Televisão          | Belíssima                      | Indicada  |
| 2007 | Prêmio Extra de Televisão         | Melhor Ator ou Atriz Mirim                  | Belíssima                      | Indicada  |
| 2007 | Melhores do Ano                   | Melhor Ator ou Atriz Mirim                  | Sete Pecados                   | Indicada  |
| 2008 | Prêmio Extra de Televisão         | Melhor Ator ou Atriz Mirim                  | Sete Pecados                   | Indicada  |
| 2008 | Prêmio Contigo! de TV             | Melhor Atriz Infantil de Televisão          | Sete Pecados                   | Indicada  |
| 2010 | Prêmio Arte Qualidade Brasil      | Melhor Atriz Infantil/Juvenil de Telenovela | Escrito nas Estrelas           | Indicada  |
| 2011 | Capricho Awards                   | Mais Estilosa Nacional ou Internacional     | Ela mesma                      | Indicada  |
| 2011 | Capricho Awards                   | Melhor Casal Real                           | Ela mesma (com Klebber Toledo) | Indicada  |
| 2011 | Capricho Awards                   | Melhor Atriz Nacional                       | Morde & Assopra                | Indicada  |
| 2011 | Meus Prêmios Nick                 | Atriz Favorita                              | Morde & Assopra                | Indicada  |
| 2011 | Video Show Retrô                  | Patricinha Mais Mala                        | Morde & Assopra                | Venceu    |
| 2011 | Video Show Retrô                  | Melhor Cena de Casamento                    | Morde & Assopra                | Venceu    |
| 2011 | Prêmio Jovem Brasileiro           | Atriz Revelação                             | Morde & Assopra                | Venceu    |
| 2011 | Prêmio Quem de Televisão          | Melhor Atriz Coadjuvante de Televisão       | Morde & Assopra                | Indicada  |
| 2012 | Prêmio Contigo! de TV             | Melhor Atriz Coadjuvante                    | Morde & Assopra                | Indicada  |
| 2012 | Meus Prêmios Nick                 | Gata do Ano                                 | Ela mesma                      | Indicada  |
| 2013 | Meus Prêmios Nick                 | Gata do Ano                                 | Ela mesma                      | Venceu    |
| 2013 | Prêmio Jovem Brasileiro           | Melhor Atriz                                | Amor à Vida                    | Indicada  |
| 2013 | Capricho Awards                   | Melhor Atriz Nacional                       | Amor à Vida                    | Indicada  |
| 2014 | Meus Prêmios Nick                 | Atriz Favorita                              | Amor à Vida                    | Indicada  |
| 2014 | Meus Prêmios Nick                 | Gata do Ano                                 | Ela mesma                      | Indicada  |
| 2014 | Prêmio Jovem Brasileiro           | Melhor Atriz                                | Império                        | Venceu    |
| 2014 | Melhores do Ano                   | Melhor Atriz Coadjuvante                    | Império                        | Indicada  |
| 2014 | Prêmio Extra de Televisão         | Melhor Atriz Coadjuvante                    | Império                        | Indicada  |
| 2014 | Capricho Awards                   | Melhor Atriz Nacional                       | Império                        | Indicada  |
| 2015 | Melty Future Awards               | Cool is Everywhere - Destaque Brasil        | Império                        | Indicada  |
| 2015 | Troféu Imprensa                   | Melhor Atriz                                | Império                        | Indicada  |
| 2015 | Troféu Internet                   | Melhor Atriz                                | Império                        | Venceu    |
| 2015 | Troféu AIB de Imprensa            | Melhor Atriz Coadjuvante                    | Império                        | Venceu    |
| 2015 | Prêmio Contigo! de TV             | Melhor Atriz Coadjuvante                    | Império                        | Venceu    |
| 2015 | Prêmio Jovem Brasileiro           | Melhor Atriz                                | Amorteamo                      | Indicada  |
| 2016 | Capricho Awards                   | Mais Estilosa Nacional                      | Ela mesma                      | Venceu    |
| 2016 | Veja Rio - Cariocas do Ano        | Atriz do Ano                                | Totalmente Demais              | Venceu    |
| 2016 | Melhores do Ano                   | Melhor Atriz de Novela                      | Totalmente Demais              | Indicada  |
| 2016 | Prêmio Extra de Televisão         | Melhor Atriz                                | Totalmente Demais              | Indicada  |
| 2016 | Troféu Internet                   | Melhor Atriz                                | Totalmente Demais              | Indicada  |
| 2017 | Prêmio Quem de Televisão          | Melhor Atriz de Televisão                   | Totalmente Demais              | Indicada  |
| 2017 | Troféu Imprensa                   | Melhor Atriz                                | Totalmente Demais              | Venceu    |
| 2017 | Troféu Internet                   | Melhor Atriz                                | Totalmente Demais              | Indicada  |
| 2017 | Prêmio Faz Diferença              | Revista O Globo                             | Ela mesma                      | Venceu    |
| 2017 | Geração Glamour                   | Mulher Bacana                               | Ela mesma                      | Venceu    |
| 2018 | Meus Prêmios Nick                 | Instagram Favorito                          | Ela mesma                      | Indicada  |
| 2018 | Meus Prêmios Nick                 | Gata Trendy                                 | Ela mesma                      | Indicada  |
| 2018 | MTV Millennial Awards Brasil      | Instagram BR                                | Ela mesma                      | Indicada  |
| 2018 | MTV Millennial Awards Brasil      | Crush do Ano                                | Ela mesma                      | Indicada  |
| 2018 | Capricho Awards                   | Fashionista do Ano Nacional                 | Ela mesma                      | Venceu    |
| 2018 | Prêmio Gshow                      | A Crush do Ano                              | Ela mesma                      | Venceu    |
| 2018 | Prêmio Men of the Year Brasil     | Mulher do Ano                               | Ela mesma                      | Venceu    |
| 2018 | Prêmio Contigo! Online            | Melhor Atriz                                | Deus Salve o Rei               | Venceu    |
| 2018 | Prêmio Jovem Brasileiro           | Melhor Atriz                                | Deus Salve o Rei               | Indicada  |
| 2018 | Prêmio Área VIP                   | Melhor Atriz                                | Deus Salve o Rei               | Indicada  |
| 2019 | Troféu Internet                   | Melhor Atriz                                | Deus Salve o Rei               | Indicada  |
| 2019 | Troféu Imprensa                   | Melhor Atriz                                | Deus Salve o Rei               | Indicada  |
| 2019 | Brazilian Film Festival of Miami  | Melhor Atriz                                | Todas as Canções de Amor       | Indicada  |
| 2019 | Prêmio Jovem Brasileiro           | Melhor Atriz                                | O Sétimo Guardião              | Indicada  |
| 2019 | Meus Prêmios Nick                 | Artista de TV Feminina                      | O Sétimo Guardião              | Venceu    |
| 2019 | Troféu ISTOÉ - Brasileiros do Ano | Atriz do Ano                                | O Sétimo Guardião              | Venceu    |
| 2020 | Prêmio Jovem Brasileiro           | Melhor Atriz                                | Ela mesma                      | Indicada  |
| 2020 | Meus Prêmios Nick                 | Artista Favorita de TV                      | Ela mesma                      | Venceu    |
| 2021 | Prêmio iBest                      | Influenciador do Ano - RJ                   | Ela mesma                      | Indicado  |
| 2021 | MTV Millennial Awards             | Girl Boss                                   | Ela mesma                      | Indicado  |

### Homenagens
- Em 2010, durante a novela "Escrito nas Estrelas", ela foi homenageada pela colega de elenco, e artista plástica, Nica Bonfim, que fez uma boneca da personagem Vanessa, usando a técnica de papietagem.[259]
- Em 2013, o artista plástico Marcus Baby homenageou Marina fazendo uma boneca vestida de noiva, inspirada na personagem Nicole, da novela "Amor à Vida".[260]
- Em 2015 Marcus Baby inspirou-se na personagem Malvina da série "Amorteamo" para criar uma boneca caracterizada de noiva cadáver.[261]

### Outras honras
- Eleita pela revista ISTOÉ Gente a 6ª mulher mais sexy do Brasil do ano de 2012.[262][263]
- "A celebridade brasileira mais bem vestida de 2012"l eleita pela revista Glamour Brasil, e nona do mundo, em dezembro de 2012.[264]
- Eleita pela revista VIP a 7ª "Mulher Mais Sexy do Mundo" em 2013,[265] a 15ª em 2014,[266] e a 5ª em 2015.[267]
- Eleita pela revista Glamour Brasil como "a 4ª celebridade mais bem vestida no mundo de 2013", em dezembro de 2013.[268]
- "A mulher brasileira mais sexy de 2014" , eleita pelo site masculino El Hombre, em dezembro de 2014.[269][270]
- "As cinco celebridades brasileiras mais bem vestidas de 2014", eleita pela revista Vogue.[271]
- "As 100 pessoas mais influentes do Brasil de 2014", eleita pela revista Época.[272]
- Destaque na lista dos "30 jovens mais influentes do Brasil em 2015" da revista Forbes Brasil.[273]
- Coroada Rainha do Baile de Carnaval do Copacabana Palace, com apenas 19 anos, a mais jovem rainha da história do evento.[274]
- "As 25 Maiores Celebridades do Brasil em 2015", eleita pela revista Forbes Brasil.
- "A Celebridade Mais Bem Vestida do Ano" em 2015", eleita pelo portal R7.[275]
- Eleita a Brasileira Mais Bela e Sensual pelo portal R7, em 2016.[276]
- "Musa do Verão 2016", eleita pela revista Vogue Brasil.[277]
- Eleita a Personalidade do Ano pelo Portal IG em 2016.
- Eleita "A Mulher Mais Sexy do Mundo" pela revista VIP, em outubro de 2016.
- "Rainha do Baile da Vogue 2018".[278]
- Apontada pelo jornal O Estado de S. Paulo, em março de 2018, como uma das 10 Mulheres Mais Poderosas da Moda Brasileira.
- 25º Artista Mais Influente do Mundo, e a Artista Mais Influente do Brasil, em abril de 2018.